# Ambia klossi
Ambia klossi là một loài bướm đêm trong họ Crambidae.